# Mie (chanteuse)
Pour les articles homonymes, voir Mie (homonymie).
Mitsuyo Nemoto (根本 美鶴代, Nemoto Mitsuyo) (née le 9 mars 1958 à Shizuoka, Japon) est une chanteuse et actrice japonaise, et membre du groupe Pink Lady. Elle est également connue sous le nom de  Mie (未唯mie, みい, Mī) pour sa carrière solo.

## Biographie
Mitsuyo Nemoto et son amie de lycée Keiko Masuda, forment le groupe Pink Lady en 1976. Le groupe publie plusieurs singles qui se classent numéro 1 entre 1976 et 1978. Avec le déclin du disco au début des années 1980, Pink Lady prend la décision de se séparer, Mitsuyo Nemoto et Keiko Masuda produisent un concert d'adieu au printemps 1981 avant de poursuivre chacune leur carrière solo.
Mitsuyo Nemoto entame sa carrière solo sous le nom de  Mie (未唯mie, みい, Mī), elle publie son premier album studio le 21 août 1981 via le label Victor Entertainment. Son plus gros succès commercial surgit en 1984 avec le single Never qui atteint la 4e position au classement Oricon. Il s'agit d'une reprise du groupe australien Moving Pictures (en), chanson apparue à l'origine dans la bande-son du film Footloose. La version de Mie s'écoule à 300 000 exemplaires. Le 31 mars 1985, Mie participe à la 14e édition du Tokyo Music Festival (en) présentée par Sylvie Vartan et Hayato Tani (en) où elle remporte le prix d'argent avec la chanson Hai to Diamond (灰とダイヤモンド, Hai to Daiyamondo).